# Nicolas Roth
Nicolas Roth (* 28. August 1990 in Würzburg) ist ein deutscher Fußballspieler.

## Karriere
Nico Roth wuchs im unterfränkischen Alzenau auf und spielte bis zum Alter von 15 Jahren bei der nahe gelegenen Viktoria Aschaffenburg. Dann wechselte er in die ambitionierte Jugendabteilung der SpVgg Greuther Fürth. An die Juniorenzeit schlossen sich zwei Jahre in der zweiten Mannschaft der Mittelfranken an, die in der Regionalliga spielte. Allerdings gelang ihm der Sprung in die Profimannschaft in der 2. Bundesliga nicht, auch weil er zuletzt krankheitsbedingt die Hälfte der Saison verpasste.
Zur Saison 2011/12 bekam er dann ein Angebot des SV Wehen Wiesbaden, deren Geschäftsführer zuvor in Fürth tätig gewesen war und Nico Roth aus dieser Zeit kannte und als Perspektivspieler verpflichten wollte. Der vielseitige Mittelfeldspieler wechselte nach Hessen und begann die Saison in der zweiten Mannschaft in der Hessenliga. Als Ersatzspieler der Profis des SVWW bekam er dann nach dem Ausfall zweier Außenverteidiger am 12. Spieltag der 3. Liga als Abwehrspieler seine erste Chance. Er bewährte sich über 90 Minuten und wurde danach auch in den folgenden Spielen in der ersten Mannschaft eingesetzt.
Zur Saison 2012/2013 wechselte Roth in die Regionalliga zum SV Waldhof Mannheim.